# 2015 au Yémen
Cet article présente les faits marquants de l'année 2015 au Yémen.

## Évènements
- 19 et 20 janvier : prise du palais présidentiel par les rebelles Houthis.
- 22 janvier : démission du premier ministre Khaled Bahah puis du président Abd Rabo Mansour Hadi[1] ; celle-ci est refusée par le Parlement.
- 6 février : les Houthis annoncent l'instauration d'un Comité révolutionnaire ; Mohammed Ali al-Houthi prend le pouvoir.
- 20 mars : les attentats contre des mosquées à Sanaa font 142 morts.
- 25 mars au 21 avril : opération Tempête décisive lancée par l'Arabie saoudite.
- 12 avril : Khaled Bahah est nommé vice-président.
- 21 avril : début de l'opération Restaurer l'espoir.
- 2 septembre : un double attentat revendiqué par le groupe État islamique contre une mosquée chiite de Sanaa fait au moins 28 morts et 75 blessés[2].
- 6 octobre : attentats à Aden.
- 6 décembre : attentat à Aden contre le général Jaafar Mohammed Saad.